# 賢者の学び舎 防衛医科大学校物語
『賢者の学び舎 防衛医科大学校物語』（けんじゃのまなびや ぼうえいいかだいがっこうものがたり）は山本亜季による日本の漫画。『ビッグコミックスペリオール』（小学館）にて、2018年4号から2020年2号まで連載された。

## あらすじ
長野県の親戚に世話になっていた真木賢人は、「誰の援助も受けず、だれにも頼らずに自分の道を歩きたい」という思いから、学費無料、全寮制で給与がある防衛医科大学校に進学する。誰にでも尊大な態度をとってしまう真木ではあるが、父親の再婚相手で同期入学したハナレなどの様々な人との出会いを通じて変化していく。

## 登場人物

### 防衛医大
真木 賢人（まき けんじん）
本作の主人公。防衛医大生1年。誰にも頼らないで学費無料で医師になれるという単純な考えで防衛医科大学生になる。母親の死にも立ち会わなかった父を憎み、母親の妹の家に引き取られたので母親の旧姓を名乗っている。
伊奈波 ハナレ（いなば はなれ）
本作のヒロイン。防衛医大生1年。イラン出身で真木の父と結婚し日本国籍を取得して書類上は賢人の継母となった。天真爛漫で体を動かすのが好き。
男鹿 きよか（おが きよか）
防衛医大生1年。怒ると秋田弁が出る。空手有段者。
美馬 みひろ（みま みひろ）
防衛医大生1年。ぽっちゃり系女子。航空自衛官の兄に憧れて進学先を決める。ミリタリーマニア。防大生と付き合い始める。
久保出 涼介（くぼで ゆうすけ）
防衛医大生1年。嫌味を言うくせがある。学年代表を狙っている。
土居内（どいうち）
防衛医大生1年。ぽっちゃり系眼鏡男子。運動が苦手で賢人にモヤシと呼ばれていた。
歌野（うたの）
防衛医大生1年。6人兄弟の長男。妹達の学費を思って防衛医大に進学。小さな子供に懐かれやすい。

### その他
伊奈波 和人（いなば かずひと）
真木の父親。医師。イランで勉強家のハナレを見出して結婚し防衛医大に行かせる。

## 書誌情報
- 山本亜季 『賢者の学び舎 防衛医科大学校物語』 小学館〈ビッグコミックス〉、全5巻
  1. 2018年5月30日発売[2]、ISBN 978-4-09-189877-7
  2. 2018年10月30日発売[3]、ISBN 978-4-09-860122-6
  3. 2019年3月29日発売[4]、ISBN 978-4-09-860246-9
  4. 2019年9月30日発売[5]、ISBN 978-4-09-860410-4
  5. 2020年2月28日発売[6]、ISBN 978-4-09-860552-1